# Tupamaros West-Berlin
Die Tupamaros West-Berlin (TW) waren eine linksterroristische Gruppe von maximal 15 Personen, die von November 1969 bis zum 19. Juli 1970 bestand. Ihr Gründer war Dieter Kunzelmann. Mitglieder der Gruppe unternahmen Anschläge mit Brandbomben in West-Berlin, bei denen durch Zufall niemand verletzt wurde. Geschichts- und Politikwissenschaftler sehen die Gruppe vor allem wegen ihrer Berufung auf das ursprünglich lateinamerikanische Konzept der Stadtguerilla als ideologischen Vorläufer der Terrororganisationen Bewegung 2. Juni und der Rote Armee Fraktion.

## Gründung und Konzept
Die Tupamaros West-Berlin gingen aus einer subkulturellen West-Berliner Szene von etwa 100 Wohngemeinschaften hervor, die sich als „Blues“ bezeichneten und über informelle, persönliche und politische Kontakte ohne feste Organisationsform miteinander verbunden waren.
Kunzelmann, Gründungsmitglied der West-Berliner Kommune I, suchte ab Sommer 1969 radikalere Aktionsformen. Seine Freundin Ina Siepmann, Albert Fichter, Georg von Rauch und Roswitha Lena Conradt reisten Ende September 1969 nach Jordanien und ließen sich ab 5. Oktober in einem Camp der Al-Fatah an Schusswaffen und im Bau von Zeitbomben ausbilden. Dort entstand der Plan, in Berlin eine Gruppe für den „bewaffneten Kampf“ gegen den „US-Imperialismus“ und den „Zionismus“ zu bilden. Gemeint waren Terrorakte mit Brandbomben gegen verschiedene Einrichtungen, die als Mittel zur Unterdrückung der Palästinenser und anderer Völker betrachtet wurden.
Bei der Rückkehr nach Deutschland am 2. November 1969 initiierte Kunzelmann in München mit Fritz Teufel die Gründung der Tupamaros München, in West-Berlin dann die der Tupamaros West-Berlin. Mitglieder waren neben den nach Jordanien Gereisten unter anderen Thomas Weisbecker, Hilmar Buddee und Annkathrin Brunn. Beide Gruppen wurden gegründet, um eine am 2. November 1969 begonnene internationale Kampagne der PLO gegen die seit der Balfour-Deklaration entstandenen Staaten im Mittleren Osten praktisch und organisatorisch zu unterstützen und diese Unterstützung innerhalb der APO zu propagieren.
Der Name der Gruppe folgte dem Vorbild der Untergrundbewegung Movimiento de Liberación Nacional – Tupamaros in Uruguay. Diese verübten in den 1960er und 1970er Jahren Anschläge in Großstädten, entführten hochgestellte Persönlichkeiten und begingen Banküberfälle. Das Konzept Kunzelmanns stand dem Konzept einer „Stadtguerilla“ nahe, das einige Monate später von Ulrike Meinhof ausgerufen wurde.

## Anschlagsversuch auf das Jüdische Gemeindehaus Berlin

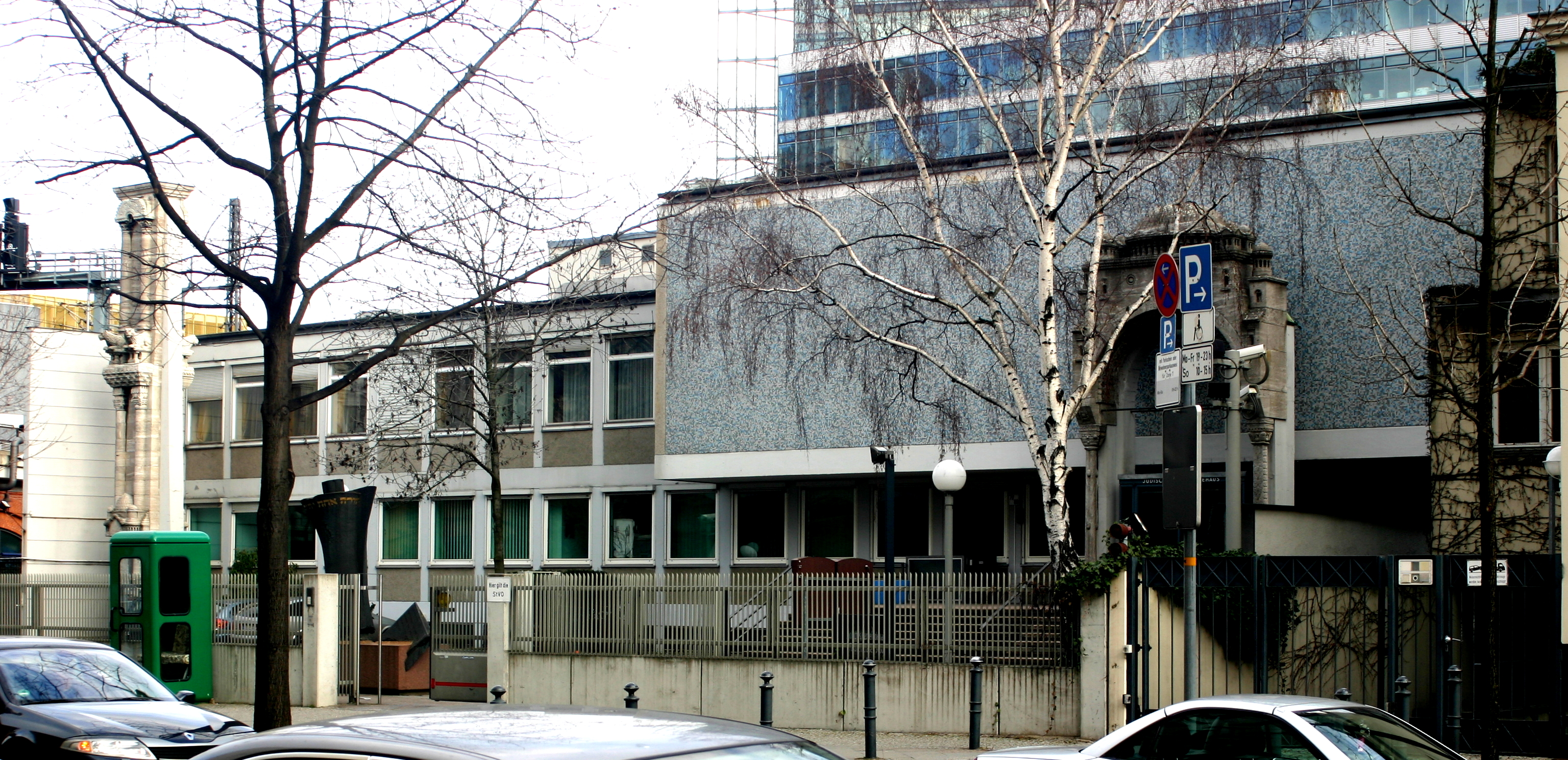
Das Ziel des ersten Bombenanschlags der Tupamaros: Jüdisches Gemeindehaus in der Fasanenstraße

Am 9. November 1969, dem bewusst gewählten Jahrestag der Novemberpogrome 1938, platzierte Albert Fichter eine Bombe mit einem Zeitzünder im Jüdischen Gemeindehaus Berlin. Sie sollte während einer Gedenkveranstaltung zu den Novemberpogromen explodieren, was wegen einer überalterten Zündkapsel nicht geschah. Der Zeitzünder war ausgelöst. Nach einem Gutachten der Sprengstoffexperten der Berliner Polizei, die einen Nachbau zur Explosion brachten, hätte die Bombe „das Haus zerfetzt“ und viele der 250 Teilnehmer der Gedenkveranstaltung getötet. Unter den Anwesenden befanden sich auch der Regierende Bürgermeister von Berlin, Klaus Schütz, und der Vorsitzende der jüdischen Gemeinde, Heinz Galinski.
Kunzelmann war nach Aussage Albert Fichters, dessen Bruder Tilman Fichter und weiterer Zeugen der Initiator und Planer des Anschlagversuchs. Dies war den Ermittlern bei ihren Vernehmungen im November 1969 bereits bekannt. Albert Fichter zerstritt sich über den Anschlag mit Kunzelmann, floh vor Strafverfolgung ins Ausland und verließ damit die Tupamaros West-Berlin.
Der Politologe Wolfgang Kraushaar deckte 2005 auf, dass Peter Urbach, ein V-Mann des Berliner Verfassungsschutzes, die Bombe geliefert hatte. Die Berliner Behörden kannten durch ihn die Namen der beteiligten Täter, die der Schlussbericht einer eingesetzten Sonderkommission benannte. Die Staatsanwaltschaft erhob jedoch keine Anklage; der damals zuständige Staatsanwalt wollte sich 2005 nicht dazu äußern. Kraushaar erklärt dies mit dem „großen Ansehensverlust der Bundesrepublik“, falls der Anschlag auf das Jüdische Gemeindehaus mit staatlichen Mitteln verübt wurde. Urbachs Rolle bei dem Anschlag wurde nicht vollständig geklärt.
Die Tupamaros West-Berlin rechtfertigten den Anschlag in einem Flugblatt, das in der Szenezeitschrift Agit883 erschien, als Auftakt einer westdeutschen Kampagne gegen den Zionismus und den Staat Israel. Sie wollten die APO dazu bewegen, nicht mehr vorrangig die Vietcong im Vietnamkrieg, sondern vorrangig den Kampf der Palästinenser gegen Israel im Nahostkonflikt zu unterstützen. Eventuell, so eine andere Deutung, führten sie den Anschlagsversuch im direkten Auftrag der palästinensischen Al-Fatah aus. In beiden Fällen gilt die Tat als Beispiel eines Antisemitismus im Zerfallsprozess der APO, als Teile davon sich dem Linksterrorismus zuwandten. Diskutiert wird, ob dieser Antisemitismus als „ausschlaggebende Wurzel für den Anschlag angesehen werden muss und inwieweit diese judenfeindliche Dimension für die Zerfallsphase der 68er-Bewegung als exemplarisch gelten kann.“
Kunzelmann erklärte 1998 in seiner Autobiografie, der Anschlagsversuch sei kontraproduktiv gewesen: „Jedem Linken hätte eigentlich klar sein müssen, dass eine derartige Aktion keinerlei Sympathien für die legitimen Anliegen der Palästinenser zu wecken vermochte“. Eine Mitverantwortung für die Tat selbst übernahm er nicht. An der durch Albert Fichters Geständnis ausgelösten Debatte über seine Rolle beteiligte er sich nicht.

## Weitere Anschläge und Auflösung
Bei einem Treffen führender West-Berliner Tupamaros mit den späteren RAF-Gründern Andreas Baader, Gudrun Ensslin und Horst Mahler im März 1970 kam es zu keiner gemeinsamen Organisation, weil Kunzelmann und Baader beide eine Führungsrolle anstrebten und das Konzept der subkulturell eingebetteten, lose vernetzten Tupamaros West-Berlin sich nicht mit einer von Baader angestrebten streng paramilitärischen und konspirativen Organisationsform vereinbaren ließ.
Im Mai 1970 verübte ein neu hinzugekommenes Mitglied der Tupamaros West-Berlin im Alleingang einen Brandanschlag im Gebäude des Kammergerichts in Berlin-Charlottenburg.
Kunzelmann, der nach dem 9. November 1969 zur Fahndung ausgeschrieben worden war, wurde am 19. Juli 1970 auf dem Flughafen Berlin-Tempelhof verhaftet. Ihm drohte eine langjährige Haftstrafe. Daraufhin lösten sich die Tupamaros West-Berlin auf.